# Prossima fermata, America
Prossima fermata, America (Great American Railroad Journeys) è una serie di documentari di viaggio della BBC presentata da Michael Portillo (doppiato nella versione italiana da Carlo Valli, dalla prima alla seconda stagione, e da Antonio Sanna, dalla terza) e trasmessa su BBC Two dal 1º febbraio 2016. Utilizzando una copia della Guida Appleton's (Appleton's Guidebook) del 1879 sulle ferrovie degli Stati Uniti e Canada, Portillo viaggia in tutti gli Stati Uniti principalmente in treno, anche se a volte usa altre forme di trasporto se necessario. Nei suoi viaggi, si ferma per imparare come luoghi, eventi, persone e le ferrovie del XIX secolo hanno influenzato la crescita del paese in una grande superpotenza.
Quando venne trasmessa, ogni serie era originariamente costituita da episodi di 30 minuti, trasmessi durante le serate consecutive dei giorni feriali. Essi furono successivamente ripetuti in una pianificazione rivista (descritta come "Reversioni") che combinavano due episodi della trasmissione originale per creare una serie di episodi di un'ora; la prima stagione consiste di quindici episodi di 30 minuti, l'episodio Da Brooklyn a Montauk è stato rivisto come una versione estesa che include contenuti aggiuntivi non visti nell'orario di trasmissione originale. Il DVD della prima stagione consiste solo negli originali quindici episodi.
La prima stagione venne trasmessa dal 1º febbraio 2016, la seconda nel 2017, la terza è andata in onda dal 22 gennaio al 16 febbraio 2018 mentre la quarta nel gennaio 2020. In Italia vennero trasmesse entrambe le due stagioni, nella versione "rivista", nel 5 ottobre 2017, la terza dall'11 marzo 2021 su Rai 5, mentre la quarta è inedita.

## Episodi
| Stagione         | Episodi | Prima TV UK | Prima TV Italia |
| ---------------- | ------- | ----------- | --------------- |
| Prima stagione   | 15      | 2016        | 2017            |
| Seconda stagione | 20      | 2017        | 2017            |
| Terza stagione   | 20      | 2018        | 2021            |
| Quarta stagione  | 10      | 2020        | Inedita         |

## Prossima fermata, America

### Prima stagione (2016)
Da New York alle Cascate del Niagara
| Num. originale | Titolo originale                                   | Prima TV UK      | Num. Italia | Titolo Italia                           | Prima TV Italia |
| -------------- | -------------------------------------------------- | ---------------- | ----------- | --------------------------------------- | --------------- |
| 1              | "Manhattan: Grand Central to Broadway"             | 1º febbraio 2016 | 1           | Manhattan                               | 2017            |
| 2              | "Manhattan: Lower East Side to World Trade Center" | 2 febbraio 2016  | 1           | Manhattan                               | 2017            |
| 3              | "Brooklyn to Montauk"                              | 3 febbraio 2016  | 2           | Da Brooklyn a Montauk                   | 2017            |
| 4              | "New York to Garrison"                             | 4 febbraio 2016  | 3           | Da Penn Station ad Albany               | 2017            |
| 5              | "Poughkeepsie to Albany"                           | 5 febbraio 2016  | 3           | Da Penn Station ad Albany               | 2017            |
| 6              | "Schenectady to Rochester"                         | 8 febbraio 2016  | 4           | Da Schenectady alle Cascate del Niagara | 2017            |
| 7              | "Buffalo to Niagara Falls"                         | 9 febbraio 2016  | 4           | Da Schenectady alle Cascate del Niagara | 2017            |

Da Filadelfia a Jamestown
| Num. originale | Titolo originale                | Prima TV UK      | Num. Italia | Titolo Italia                | Prima TV Italia |
| -------------- | ------------------------------- | ---------------- | ----------- | ---------------------------- | --------------- |
| 8              | "Philadelphia to Atlantic City" | 10 febbraio 2016 | 5           | Da Philadelphia a Gettysburg | 2017            |
| 9              | "Lancaster to Gettysburg"       | 11 febbraio 2016 | 5           | Da Philadelphia a Gettysburg | 2017            |
| 10             | "Wilmington to Havre de Grace"  | 12 febbraio 2016 | 6           | Da Wilmington a Fort McHenry | 2017            |
| 11             | "Baltimora to Fort McHenry"     | 15 febbraio 2016 | 6           | Da Wilmington a Fort McHenry | 2017            |
| 12             | "Washington D.C."               | 16 febbraio 2016 | 7           | Da Washington a Mount Vernon | 2017            |
| 13             | "Georgetown to Mount Vernon"    | 17 febbraio 2016 | 7           | Da Washington a Mount Vernon | 2017            |
| 14             | "Manassas to Richmond"          | 18 febbraio 2016 | 8           | Da Manassas a Jamestown      | 2017            |
| 15             | "Petersburg to Jamestown"       | 19 febbraio 2016 | 8           | Da Manassas a Jamestown      | 2017            |

### Seconda stagione (2017)
Da Saint Louis al Grand Canyon
| Num. | Titolo                           | Prima TV UK      | Num. Italia | Titolo Italia                  | Prima TV Italia |
| ---- | -------------------------------- | ---------------- | ----------- | ------------------------------ | --------------- |
| 1    | "St. Louis"                      | 23 gennaio 2017  | 1           | Da St. Louis to Jefferson City | 2017            |
| 2    | "St. Louis a Jefferson City"     | 24 gennaio 2017  | 1           | Da St. Louis to Jefferson City | 2017            |
| 3    | "Sedalia to Kansas City"         | 25 gennaio 2017  | 2           | Da Sedalia a St. Joseph        | 2017            |
| 4    | "Kansas City to St. Joseph"      | 26 gennaio 2017  | 2           | Da Sedalia a St. Joseph        | 2017            |
| 5    | "Lawrence to Topeka"             | 27 gennaio 2017  | 3           | Da Lawrence a Lamar            | 2017            |
| 6    | "Dodge City to Lamar"            | 30 gennaio 2017  | 3           | Da Lawrence a Lamar            | 2017            |
| 7    | "La Junta to Pueblo"             | 31 gennaio 2017  | 4           | Da La Junta a Colorado Springs | 2017            |
| 8    | "Cañon City to Colorado Springs" | 1º febbraio 2017 | 4           | Da La Junta a Colorado Springs | 2017            |
| 9    | "Santa Fe to Acoma"              | 2 febbraio 2017  | 5           | Da Santa Fe al Grand Canyon    | 2017            |
| 10   | "Albuquerque to Grand Canyon"    | 3 febbraio 2017  | 5           | Da Santa Fe al Grand Canyon    | 2017            |

Dalle Twin Cities a Memphis
| Num. | Titolo                      | Prima TV UK      | Num. Italia | Titolo Italia               | Prima TV Italia |
| ---- | --------------------------- | ---------------- | ----------- | --------------------------- | --------------- |
| 11   | "Twin Cities (Saint Paul)"  | 6 febbraio 2017  | 6           | Da Minneapolis a Saint Paul | 2017            |
| 12   | "Twin Cities (Minneapolis)" | 7 febbraio 2017  | 6           | Da Minneapolis a Saint Paul | 2017            |
| 13   | "Red Wing to La Crosse"     | 8 febbraio 2017  | 7           | Da Red Wing a Portage       | 2017            |
| 14   | "Tomah to Portage"          | 9 febbraio 2017  | 7           | Da Red Wing a Portage       | 2017            |
| 15   | "Milwaukee to Racine"       | 10 febbraio 2017 | 8           | Da Milwaukee a Chicago      | 2017            |
| 16   | "Chicago (Windy City)"      | 13 febbraio 2017 | 8           | Da Milwaukee a Chicago      | 2017            |
| 17   | "Chicago (US Rail Hub)"     | 14 febbraio 2017 | 9           | Da Chicago a Champaign      | 2017            |
| 18   | "Homewood to Champaign"     | 15 febbraio 2017 | 9           | Da Chicago a Champaign      | 2017            |
| 19   | "Mattoon to Columbus"       | 16 febbraio 2017 | 10          | Da Mattoon a Memphis        | 2017            |
| 20   | "Memphis"                   | 17 febbraio 2017 | 10          | Da Mattoon a Memphis        | 2017            |

### Terza stagione (2018)
Dal Massachusetts a Toronto
| Num. | Titolo                                   | Prima TV UK      | Num. Italia | Titolo Italia                 | Prima TV Italia |
| ---- | ---------------------------------------- | ---------------- | ----------- | ----------------------------- | --------------- |
| 1    | "Boston"                                 | 22 gennaio 2018  | 6           | Da Boston a Concord           | 18 marzo 2021   |
| 2    | "Boston to Concord (Massachusetts)"      | 23 gennaio 2018  | 6           | Da Boston a Concord           | 18 marzo 2021   |
| 3    | "Plymouth to Nantucket"                  | 24 gennaio 2018  | 7           | Da Plymouth a New London      | 19 marzo 2021   |
| 4    | "Providence to New London (Connecticut)" | 25 gennaio 2018  | 7           | Da Plymouth a New London      | 19 marzo 2021   |
| 5    | "New Haven to Monte Washington"          | 26 gennaio 2018  | 8           | Da New Haven a Plattsburgh    | 22 marzo 2021   |
| 6    | "Burlington to Plattsburgh"              | 29 gennaio 2018  | 8           | Da New Haven a Plattsburgh    | 22 marzo 2021   |
| 7    | "Montréal to Champaign"                  | 30 gennaio 2018  | 9           | Da Montréal a Ottawa          | 23 marzo 2021   |
| 8    | "Montréal to Ottawa"                     | 31 gennaio 2018  | 9           | Da Montréal a Ottawa          | 23 marzo 2021   |
| 9    | "Thousand Islands to Oshawa"             | 1º febbraio 2018 | 10          | Da Thousand Islands a Toronto | 24 marzo 2021   |
| 10   | "Toronto"                                | 2 febbraio 2018  | 10          | Da Thousand Islands a Toronto | 24 marzo 2021   |

Da Reno a San Diego
| Num. | Titolo                                   | Prima TV UK      | Num. Italia | Titolo Italia              | Prima TV Italia |
| ---- | ---------------------------------------- | ---------------- | ----------- | -------------------------- | --------------- |
| 11   | "Reno (Nevada) to Colfax (California)"   | 5 febbraio 2018  | 1           | Da Reno alla Napa Valley   | 11 marzo 2021   |
| 12   | "Sacramento to Napa Valley"              | 6 febbraio 2018  | 1           | Da Reno alla Napa Valley   | 11 marzo 2021   |
| 13   | "San Francisco to Sausalito"             | 7 febbraio 2018  | 2           | San Francisco              | 12 marzo 2021   |
| 14   | "San Francisco"                          | 8 febbraio 2018  | 2           | San Francisco              | 12 marzo 2021   |
| 15   | "Berkeley to Yosemite"                   | 9 febbraio 2018  | 3           | Da Berkeley a Santa Cruz   | 15 marzo 2021   |
| 16   | "Santa Clara to Santa Cruz"              | 12 febbraio 2018 | 3           | Da Berkeley a Santa Cruz   | 15 marzo 2021   |
| 17   | "Monterey to Santa Barbara (California)" | 13 febbraio 2018 | 4           | Da Monterey a Los Angeles  | 16 marzo 2021   |
| 18   | "Los Angeles"                            | 14 febbraio 2018 | 4           | Da Monterey a Los Angeles  | 16 marzo 2021   |
| 19   | "Los Angeles to Laguna Beach"            | 15 febbraio 2018 | 5           | Da Los Angeles a San Diego | 17 marzo 2021   |
| 20   | "La Jolla to San Diego"                  | 16 febbraio 2018 | 5           | Da Los Angeles a San Diego | 17 marzo 2021   |

### Quarta stagione (2020)
Questa è una versione rieditata di Great Alaskan Railroad Journeys e Great Canadian Railway Journeys (entrambi trasmessi nel Regno Unito nel 2019 e inedite in Italia), con due degli episodi originali di 30 minuti uniti, più scene non mostrate in precedenza, per produrre ogni programma di 60 minuti. I titoli nelle sigle iniziali sono inalterati, ad eccezione dell'episodio 3, per il quale l'episodio finale di Great Alaskan Railroad Journeys è stato integrato con il sesto episodio di Great Canadian Railway Journeys dal titolo Great Alaskan & Canadian Railway Journeys. I successivi episodi di 30 minuti di Great Canadian Railway Journeys sono stati combinati in coppia, quindi: 7 + 8, 9 + 10, 1 + 2, 3 + 4, 5 + 11, 12 + 13, 14 + 15.
| Num. | Titolo                                  | Prima TV UK      | Prima TV UK di 30′ per episodio | Prima TV Italia |
| ---- | --------------------------------------- | ---------------- | ------------------------------- | --------------- |
| 1    | "Ninilchik to Wasilla"                  | 25 gennaio 2020  | 7/8 gennaio 2019                | Inedita         |
| 2    | "Talkeetna to Juneau"                   | 1º febbraio 2020 | 9/10 gennaio 2019               | Inedita         |
| 3    | "Skagway to Vancouver"                  | 8 febbraio 2020  | 11/21 gennaio 2019              | Inedita         |
| 4    | "Vancouver to Kamloops"                 | 15 febbraio 2020 | 22/23 gennaio 2019              | Inedita         |
| 5    | "Kamloops to Calgary"                   | 22 febbraio 2020 | 24/25 gennaio 2019              | Inedita         |
| 6    | "Halifax to Isola del Principe Edoardo" | 29 febbraio 2020 | 14/15 gennaio 2019              | Inedita         |
| 7    | "Springhill Junction to Québec"         | 7 marzo 2020     | 16/17 gennaio 2019              | Inedita         |
| 8    | "Sainte-Anne-de-Beaupré to Winnipeg"    | 14 marzo 2020    | 18/28 gennaio 2019              | Inedita         |
| 9    | "Portage la Prairie to Saskatoon"       | 21 marzo 2020    | 29/30 gennaio 2019              | Inedita         |
| 10   | "Edmonton to Jasper"                    | 28 marzo 2020    | 31 gennaio/1º febbraio 2019     | Inedita         |

## Libri
Un libro per accompagnare la serie, scritto da Michael Portillo e pubblicato da Simon & Schuster UK, è stato pubblicato nel febbraio 2017.